# Takapuna
Takapuna è un centro abitato nel distretto di North Shore situato nella zona settentrionale dell'Isola del Nord in Nuova Zelanda.